# Sint-Annakerk (Krakau)
De Sint-Annakerk (Pools: Kościół św. Anny) is een kerk in het historisch centrum van Krakau in Polen. De kerk staat in de naar de kerk vernoemde Sint-Annastraat (Ulica św. Anny), die loopt van Rynek Główny naar Planty. De kerk wordt gezien als een van de mooiste voorbeelden van kerkelijke barokarchitectuur in Polen. Het bouwwerk is een beschermd architectonisch monument.

## Geschiedenis

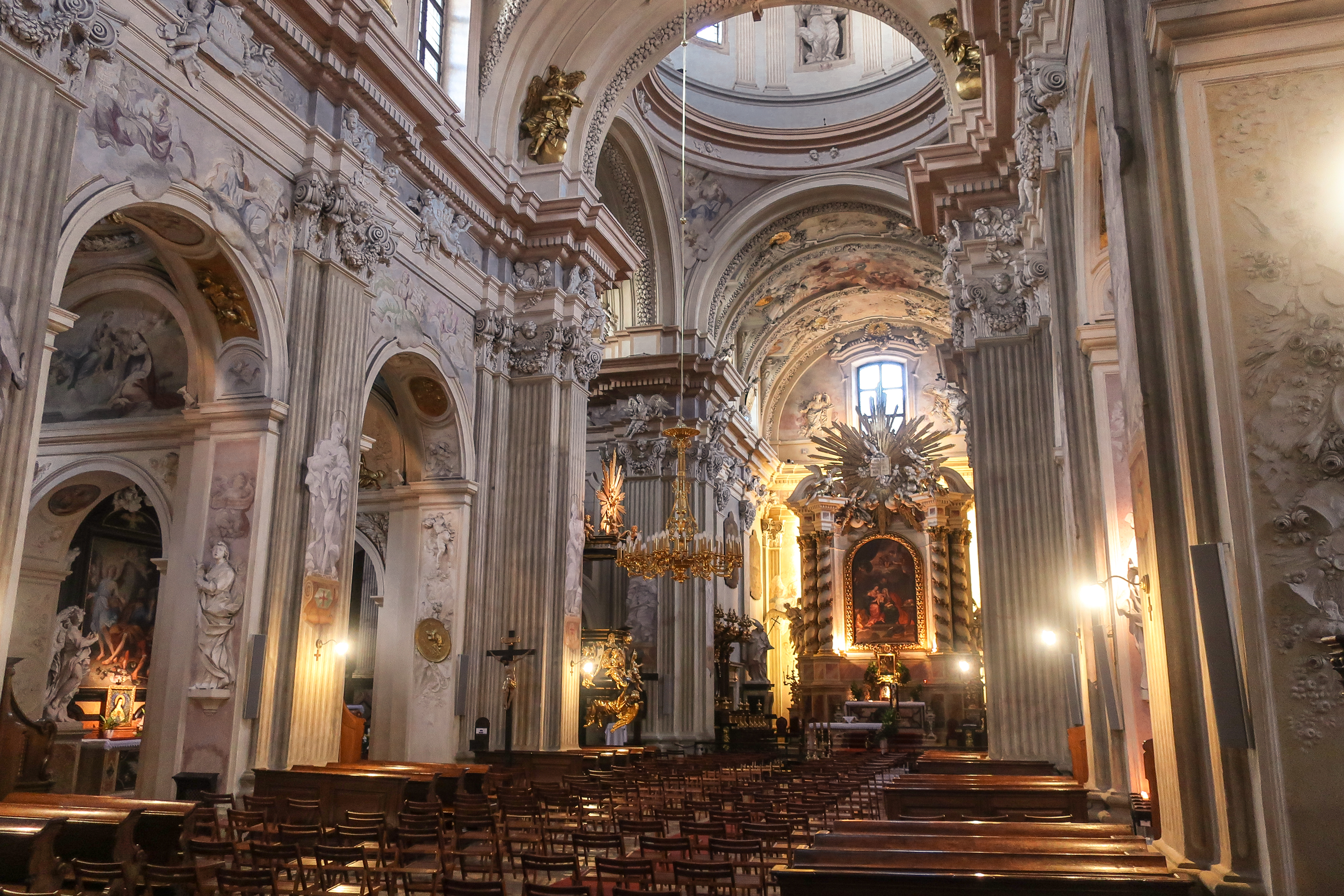
Interieur van de kerk

In 1381 stond hier een houten kerk, die in 1407 afbrandde. Een jaar later werd een stenen kerk in gotische stijl gebouwd in opdracht van Wladislaus II Jagiello van Polen. Hij verbond de kerk aan de Krakause Academie. In 1437 werd de later heilig verklaarde Jan Kanty in de kerk begraven. In 1535 werd het officieel een collegiaatkerk.
Na de zaligverklaring van Jan Kanty gaf de senaat van de universiteit aan de Nederlandse architect Tylman van Gameren de opdracht om een nieuwe kerk te ontwerpen.
De gotische kerk werd in 1689 gesloopt en in in de periode 1689-1705 een nieuwe, grotere kerk gebouwd naar een barok ontwerp geïnspireerd op de Sant'Andrea della Vallekerk in Rome. De Italiaanse architect Baldassare Fontana verzorgde tussen 1695-1703 de decoraties en inrichting, waaronder de altaars. De schilders Carlo, Innocente Monti en Karl Dankwart werkten nauw samen met Fontana. De bouw van de kerk stond onder supervisie van de geestelijke Sebastian Piskorski.
Om de heiligverklaring van Jan Kanty in 1767 te vieren werden zijn relikwieën tijdens een processie in de kerk gedragen.

## Interieur
- De koepelfresco van Carlo en Innocente Monti genaamd "Gloria Domini" is een allegorie van het triomfantelijk katholicisme, weergegeven als het ware christelijk geloof.
- Het hoogaltaar is ontworpen door Baldassare Fontana en het altaarstuk is geschilderd door Jerzy Eleuter Siemiginowski, hofschilder van Jan III Sobieski.
- De engel die de kansel ondersteunt is gesculpteerd door Antoni Frączkiewicz en geïnspireerd door het werk van Baldassare Fontana.
- De schrijn van Jan Kanty is een sarcofaag ondersteund door vier figuren die de faculteiten van de Krakause Academie personaliseren: Theologie, filosofie, rechten en medicijnen.
- Het koorgestoelte is gedecoreerd door de 18e-eeuwse schilder Szymon Czechowicz.[1]